# 范柏年
范柏年（はん はくねん、? - 479年）は、南朝宋から斉にかけての人物。本貫は梓潼郡。

## 経歴
華陽郡で代々土豪をつとめる家に生まれ、梁州で名を知られた。宋の泰始年間、氐が晋寿郡を攻撃して交通を遮断すると、柏年は倉部郎として仮節を受け、数百人を率いて交通を確保し、益州道から建康の朝廷に報告した。晋寿郡太守に任じられた。柏年は晋寿郡の李烏奴を降伏させ、氐の楊城・蘇道熾らを討ち平らげた。元徽4年（476年）、梁南秦二州刺史に任じられた。昇明元年（477年）、沈攸之の乱が起こると、柏年は朝廷の援軍を名目に陰広宗を魏興郡に進出させ、戦況を様子見させた。昇明3年（479年）、朝廷は王玄邈を新たな梁南秦二州刺史として派遣したが、柏年は李烏奴の勧めを容れて漢中に拠ったまま命を受けなかった。王玄邈がやってくると、柏年は遅ればせながら魏興郡に移ったが、召還に応じようとはしなかった。同年（建元元年）、斉の南郡王蕭長懋は柏年が兵乱が起こすことを憂慮して、使者を派遣して柏年を説得した。柏年は府長史に任じられ、襄陽に出頭したところを捕らえられて処刑された。

## 伝記資料
- 『南斉書』巻21 列伝第2
- 『南史』巻47 列伝第37